# Kennismigrant
Een kennismigrant is een immigrant die toestemming heeft om in een land te werken op grond van haar of zijn technische of wetenschappelijke kennis. Onder bepaalde voorwaarden hebben mensen dan geen werkvergunning nodig. Nederland heeft een eigen regeling voor het toelaten van hoogopgeleide migranten. Vanaf 2011 zal de Europese Unie ook een aparte regeling hebben, de zogenoemde "Blue Card" of 'blauwe kaart'. Onder de nieuwe Europese richtlijn zou Nederland ook de huidige kennismigrantregeling handhaven.